# Сельцо-Родное
Сельцо-Родное — деревня в Кадуйском районе Вологодской области.
Входит в состав сельского поселения Семизерье (до 2015 года входила в Барановское сельское поселение), с точки зрения административно-территориального деления — в Барановский сельсовет.
Расположена на берегу небольшой реки, впадающей в Суду. Расстояние по автодороге до районного центра Кадуя — 78 км, до центра сельсовета деревни Барановская — 6 км. Ближайшие населённые пункты — Заручевье, Осека, Тарасовская, Успенское.
По переписи 2002 года население — 1 человек.